# Такасаго
Такасаго (яп. 高砂市 Такасаго-си) — город в Японии, находящийся в префектуре Хиого. Площадь города составляет 34,40 км², население — 91 529 человек (1 августа 2014), плотность населения — 2660,73 чел./км².

## Географическое положение
Город расположен на острове Хонсю в префектуре Хиого региона Кинки. С ним граничат города Химедзи, Какогава.

## Население
Население города составляет 91 529 человек (1 августа 2014), а плотность — 2660,73 чел./км². Изменение численности населения с 1980 по 2005 годы:
| 1980 | 85 463 чел. |  |
| 1985 | 91 434 чел. |  |
| 1990 | 93 273 чел. |  |
| 1995 | 97 632 чел. |  |
| 2000 | 96 020 чел. |  |
| 2005 | 94 813 чел. |  |

## Символика
Деревом города считается сосна, цветком — хризантема.

## Достопримечательности
Иси но Ходэн — мегалитический памятник, внесённый в список национальных исторических мест Японии.